# Lingua islandese
L'islandese (nome nativo íslenska [ˈʔistlɛnska] ) è una lingua indoeuropea del gruppo delle lingue germaniche. È la lingua ufficiale in Islanda e viene parlata da circa 330 000 persone.

## Storia
Nel Medioevo, prima ancora dell'introduzione della scrittura, in Islanda e in altri Paesi nordici (Svezia, Danimarca e Norvegia) si parlava il norreno, che ci è noto soprattutto attraverso complessi componimenti poetici, detti skáldskapur, composti e recitati da poeti detti scaldi (skáld). Gli scaldi hanno tramandato in questo modo buona parte della storia dei Paesi nordici.
L'occupazione danese dell'Islanda dal 1380 al 1918 non ha avuto quasi nessuna influenza sull'evoluzione della lingua islandese, che restò in uso per le comunicazioni quotidiane tra la popolazione. Il danese veniva impiegato solamente per le comunicazioni ufficiali, come d'altronde anche la lingua inglese durante l'occupazione inglese e statunitense, avvenuta negli anni della seconda guerra mondiale.
Nel 1944 la costituzione stabilisce che l'islandese è la lingua ufficiale del Paese e da allora è la sola autorizzata negli scritti ufficiali o nei dibattiti pubblici.
L'isolamento dell'Islanda e la sua forte cultura scritta hanno permesso un'eccezionale conservazione della lingua antica, rimanendo quasi immutata negli ultimi mille anni, in particolare nella sua versione scritta, ma anche in quella orale, rendendola, all'interno delle attuali lingue nordiche, la più simile all'originario norreno: di fatto un islandese di oggi è tuttora capace di leggere senza grandi difficoltà una saga scritta dai suoi antenati nel XIII secolo.
Particolarità grammaticali che nelle altre lingue sono andate attenuandosi sono rimaste sostanzialmente invariate nella lingua islandese. Inoltre in Islanda si pone attenzione a non introdurre parole straniere oltre lo stretto necessario e i nuovi termini vengono formati facendo uso del vocabolario già esistente ; questo fenomeno viene definito in islandese orðsmiðja (traducibile in italiano con "officina delle parole") : in questo modo sono venute a crearsi parole come tölva (computer) dalla radice modificata per metafonia del verbo tala (= calcolare) unita al comune suffisso formativo -va, oppure alnæmi (= AIDS) formata da al (= tutti/completa/omni) e næmi (= sensibilità).
Si fa pure notare la ricchezza di vocabolario presente nella lingua islandese.
Molto simile all'islandese è il faroese, lingua delle Isole Fær Øer.

## Alfabeto
L'alfabeto islandese è formato da 32 lettere, che corrispondono in buona parte a quelle presenti nell'alfabeto italiano.
Si trovano tutte le vocali più la "Y", le quali esistono pure in una seconda forma accentata (con altra pronuncia).
Le lettere C, W, Q e Z non sono presenti in parole islandesi; la Z era ancora in uso fino a qualche decennio fa, ma le regole che ne stabilivano l'impiego erano così complicate che fu sostituita dalla S, la cui pronuncia era di fatto la stessa. Tuttavia, alcuni ancora si rifiutano di abbandonare la Z, e quelli che furono alfabetizzati prima della sostituzione ancora la usano.
In aggiunta ci sono le lettere Ð/ð, Þ/þ, nonché Æ/æ. 
La seguente tabella mostra come i caratteri speciali possono essere scritti in sistemi operativi come quelli di Microsoft Windows:
premere il tasto ALT fino a quando si termina di immettere la combinazione di numeri indicata (Codice ASCII Esteso).
- Ð: ALT+0208
- ð: ALT+0240
- Þ: ALT+0222
- þ: ALT+0254
- Æ: ALT+0198
- æ: ALT+0230

| A / a | Á / á | B / b | D / d | Ð / ð | E / e | É / é | F / f |
| G / g | H / h | I / i | Í / í | J / j | K / k | L / l | M / m |
| N / n | O / o | Ó / ó | P / p | R / r | S / s | T / t | U / u |
| Ú / ú | V / v | X / x | Y / y | Ý / ý | Þ / þ | Æ / æ | Ö / ö |

## Fonologia
La fonologia islandese è piuttosto inusuale per una lingua europea.
Tabella dei fonemi in trascrizione IPA:
|               | Bilabiali | Bilabiali | Dentali | Dentali | Alveolari | Alveolari | Palatali | Palatali | Velari | Velari | Glottale Faringale | Glottale Faringale |
| Sonorità      | -         | +         | -       | +       | -         | +         | -        | +        | -      | +      | -                  | +                  |
| Nasali        |           | m         |         |         |           | n         |          | [ɲ]      |        | [ŋ]    |                    |                    |
| Occlusive     | p, ph     |           | t, th   |         |           |           | [c, ch]  |          | k, kh  |        | [ʔ]                | [ʔ]                |
| Fricative     | ɸ         |           | θ       | ð       | s         |           | [ç]      |          | x      | ɣ      |                    |                    |
| Approssimanti |           | β̞         |         |         |           |           |          | j        |        |        | h                  |                    |
| Laterali      |           |           |         |         |           | l, l̥      |          |          |        |        |                    |                    |
| Vibra(n)ti    |           |           |         |         |           | ɾ, r̥, [r] |          |          |        |        |                    |                    |

```
Note:
```

- I simboli tra [ ] non sono fonemi, bensì tassofoni («varianti combinatorie»).

Tutte le vocali, dittonghi e consonanti con eccezione di h, ð e þ possono essere sia lunghe che brevi.

## Grammatica
La grammatica islandese è ritenuta una delle più complesse tra quelle delle lingue germaniche.
Essa ha mantenuto vari tratti distintivi delle lingue germaniche antiche, infatti distingue in tre generi (maschile, femminile, neutro), quattro casi (nominativo, dativo, genitivo, accusativo) e due numeri (singolare e plurale).
I verbi sono coniugati per modo, tempo e persona, ma sia verbi che sostantivi presentano numerosissime irregolarità.

## Numeri cardinali da 0 a 11
- Núll (zero)
- Einn (uno)
- Tveir (due)
- Þrír (tre)
- Fjórir (quattro)
- Fimm (cinque)
- Sex (sei)
- Sjö (sette)
- Átta (otto)
- Níu (nove)
- Tíu (dieci)
- Ellefu (undici)

## Premi Nobel per la letteratura di lingua islandese
- Halldór Laxness (1955,  Islanda)